# Last time around (Buffalo Springfield)
Last time around is een muziekalbum van Buffalo Springfield uit 1968. Het is het derde en laatste album van deze band.
Terwijl de band bij de opname van het vorige album al verschillende malen uit elkaar was gevallen, was het tijdens het uitkomen van dit album inmiddels duidelijk dat er geen vervolg meer aan gegeven zou worden. Hier verwijst ook de titel naar. De band lag tijdens de opnames al zo ver uit elkaar dat de schrijvers vrijwel niet meer meespeelden met een lied van een ander.
Het is niettemin een herkenbaar Buffalo Springfield-album, volgens een recensie van AllMusic die positief is over de kwaliteit van met name Young en Furray. Het muziekblad Rolling Stone omschreef het zelfs als het mooiste album dat de band heeft voortgebracht.

## Nummers
| Nr. | naam                       | zang                                            | geschreven door            | duur |
| --- | -------------------------- | ----------------------------------------------- | -------------------------- | ---- |
| A1  | On the way home            | Neil Young, Richie Furay en Stephen Stills      | Neil Young                 | 2:25 |
| A2  | It's so hard to wait       | Richie Furay                                    | Neil Young                 | 2:03 |
| A3  | Pretty girl why            | Richie Furay en Stephen Stills                  | Stephen Stills             | 2:24 |
| A4  | Four days gone             | Stephen Stills                                  | Stephen Stills             | 2:53 |
| A5  | Carefree country day       | Jim Messina, met Richie Furay en Stephen Stills | Jim Messina                | 2:35 |
| A6  | Special care               | Stephen Stills                                  | Stephen Stills             | 3:30 |
| B1  | The hour of not quite rain | Richie Furay                                    | Micki Callen en Neil Young | 3:45 |
| B2  | Questions                  | Stephen Stills                                  | Stephen Stills             | 2:52 |
| B3  | I am a child               | Neil Young                                      | Neil Young                 | 2:15 |
| B4  | Merry-go-round             | Richie Furay, met Stephen Stills                | Richie Furay               | 2:02 |
| B5  | Uno mundo                  | Stephen Stills                                  | Stephen Stills             | 2:00 |
| B6  | Kind woman                 | Richie Furay, met Jim Messina                   | Richie Furay               | 4:10 |